# Svenska inredningsarkitekters riksförbund
Svenska inredningsarkitekters riksförbund, förkortat SIR, var en sammanslutning för inredningsarkitekter. Den upphörde att existera självständigt den 1 juli 2002, då Sveriges Arkitekter bildades och tog över dess funktioner. Den som är medlem i Sveriges Arkitekter får använda titeln MSA.
Varumärket SIR får enbart användas som titel av medlemmar av Sveriges Arkitekter och endast i kombinationen SIR/MSA.